# Élections présidentielles sous la Cinquième République dans la Meuse
Depuis l'adoption de la Constitution de la Cinquième République française en 1958, dix élections présidentielles ont eu lieu afin d'élire le président de la République. Cette page présente les résultats de ces élections dans la Meuse.

## Synthèse des résultats du second tour
Conservateur, la Meuse vote traditionnellement plus à droite que la France. C'est en particulier le cas en 1981 et 2012 où le département a placé en tête respectivement Valéry Giscard d'Estaing (51,17 %) et Nicolas Sarkozy (53,8 %) alors qu'au niveau national ont été élus François Mitterrand (51,76 %) et François Hollande (51,64 %). En 2017 Marine Le Pen (48,38 %) obtient plus de 15 points de plus qu'au niveau national et frôle ainsi le seuil des 50 %.
| année | Répartition des exprimés | Répartition des exprimés | Participation (% des inscrits) | Blancs ou nuls (% des votants) |

| 2017 | Emmanuel Macron (51,62 %) (France : 66,10 %) | Marine Le Pen (48,38 %) (France : 33,90 %) | 77,12 % (France : 77,77 %) | 1,98 % (France : 2,47 %) |

| 2012 | François Hollande (46,2 %) (France : 51,64 %) | Nicolas Sarkozy (53,8 %) (France : 48,36 %) | 81,73 % (France : 80,35 %) | 1,81 % (France : 5,82 %) |

| 2007 | Nicolas Sarkozy (56,93 %) (France : 53,06 %) | Ségolène Royal (43,07 %) (France : 46,94 %) | 85,16 % (France : 83,97 %) | 1,45 % (France : 4,20 %) |

| 2002 | Jacques Chirac (78,22 %) (France : 82,21 %) | J.-M. Le Pen (21,78 %) (France : 17,79 %) | 73,22 % (France : 79,71 %) | 3,67 % (France : 3,38 %) |

| 1995 | Jacques Chirac (52,29 %) (France : 52,64 %) | Lionel Jospin (47,71 %) (France : 47,36 %) | 80,42 % (France : 78,38 %) | 2,84 % (France : 2,81 %) |

| 1988 | François Mitterrand (53,72 %) (France : 54,02 %) | Jacques Chirac (46,28 %) (France : 45,98 % %) | 83,32 % (France : 81,35 %) | 2,3 % (France : 2,00 %) |

| 1981 | François Mitterrand (48,83 %) (France : 51,76 %) | Valéry Giscard d'Estaing (51,17 %) (France : 48,24 %) | 83,04 % (France : 81,09 %) | 1,8 % (France : 1,62 %) |

| 1974 | Valéry Giscard d'Estaing (54,1 %) (France : 50,81 %) | François Mitterrand (45,9 %) (France : 49,19 %) | 85,62 % (France : 84,23 %) | 1,07 % (France : 0,92 %) |

| 1969 | Georges Pompidou (59,53 %) (France : 58,21 %) | Alain Poher (40,47 %) (France : 41,79 %) | 78,84 % (France : 77,59 %) | 1,6 % (France : 1,29 %) |

| 1965 | Charles de Gaulle (66,7 %) (France : 55,20 %) | François Mitterrand (33,3 %) (France : 44,80 %) | 86,66 % (France : 84,75 %) | 1,11 % (France : 1,01 %) |

|  | ▲ |

## Résultats détaillés par scrutin

### 2017
Le premier tour de l'élection présidentielle de 2017 voit s'affronter onze candidats. Emmanuel Macron arrive en tête devant Marine Le Pen et tous deux se qualifient pour le second tour. Néanmoins, avec François Fillon et Jean-Luc Mélenchon, les scores des quatre candidats ayant recueilli le plus de voix sont serrés (4,43 points entre le 1er et le 4e). Pour la première fois, aucun des candidats des deux partis politiques pourvoyeurs jusque-là des présidents de la Ve République, n'est présent au second tour. Celui-ci se tient le dimanche 7 mai et se solde par la victoire d'Emmanuel Macron, avec un total de 20 753 798 bulletins de vote en sa faveur, soit 66,10 % des suffrages exprimés, face à la candidate du Front national, qui recueille 33,90 %. Le scrutin est néanmoins marqué par une forte abstention et par un record de votes blancs ou nuls.
Dans la Meuse, Marine Le Pen arrive en tête du premier tour avec 32,32 % des exprimés, suivie de Emmanuel Macron (19,35 %), François Fillon (18,02 %), Jean-Luc Mélenchon (14,97 %) et Nicolas Dupont-Aignan (6,35 %). Au second tour, les électeurs ont voté à 51,62 % pour Emmanuel Macron contre 48,38 % pour Marine Le Pen avec un taux de participation de 77,12 % des inscrits.
|             | FN          | Marine Le Pen         | 34 602  | 32,32 %    | 45 267  | 48,38 %    |  |  |
|             | EM          | Emmanuel Macron       | 20 713  | 19,35 %    | 48 303  | 51,62 %    |  |  |
|             | LR          | François Fillon       | 19 287  | 18,02 %    |         |            |  |  |
|             | LFi         | Jean-Luc Mélenchon    | 16 020  | 14,97 %    |         |            |  |  |
|             | DlF         | Nicolas Dupont-Aignan | 6 802   | 6,35 %     |         |            |  |  |
|             | PS          | Benoît Hamon          | 4 918   | 4,59 %     |         |            |  |  |
|             | NPA         | Philippe Poutou       | 1 430   | 1,34 %     |         |            |  |  |
|             | RES         | Jean Lassalle         | 1 294   | 1,21 %     |         |            |  |  |
|             | LO          | Nathalie Arthaud      | 886     | 0,83 %     |         |            |  |  |
|             | UPR         | François Asselineau   | 856     | 0,8 %      |         |            |  |  |
|             | SeP         | Jacques Cheminade     | 237     | 0,22 %     |         |            |  |  |
|             |             |                       |         |            |         |            |  |  |
|             |             |                       | Nombre  | % inscrits | Nombre  | % inscrits |  |  |
| Inscrits    | Inscrits    | Inscrits              | 137 629 |            | 137 552 |            |  |  |
| Abstentions | Abstentions | Abstentions           | 27 849  | 20,23 %    | 31 478  | 22,88 %    |  |  |
| Votants     | Votants     | Votants               | 109 780 | 79,77 %    | 106 074 | 77,12 %    |  |  |
|             |             |                       |         |            |         |            |  |  |
|             |             |                       |         | % votants  |         | % votants  |  |  |
| Blancs      | Blancs      | Blancs                | 1 944   | 1,41 %     | 9 414   | 6,84 %     |  |  |
| Nuls        | Nuls        | Nuls                  | 791     | 0,57 %     | 3 090   | 2,25 %     |  |  |
| Exprimés    | Exprimés    | Exprimés              | 107 045 | 77,78 %    | 93 570  | 68,03 %    |  |  |

### 2012
Hollande, désigné par le PS à la suite d'une primaire ouverte, devance Sarkozy dès le premier tour de l'élection présidentielle de 2012 : c'est la première fois qu'un président sortant est ainsi devancé. Au second tour, Sarkozy est battu mais par un écart plus faible qu'attendu.
Dans la Meuse, Nicolas Sarkozy arrive en tête du premier tour avec 26,56 % des exprimés, suivi de Marine Le Pen (25,82 %), François Fillon (23,4 %), François Bayrou (9,23 %) et Jean-Luc Mélenchon (8,85 %). Au second tour, les électeurs ont voté à 46,2 % pour François Hollande contre 53,8 % pour Nicolas Sarkozy avec un taux de participation de 81,57 % des inscrits.
|                | UMP            | Nicolas Sarkozy       | 29 863  | 26,56 %    | 56 898  | 53,8 %     |  |  |
|                | FN             | Marine Le Pen         | 29 038  | 25,82 %    |         |            |  |  |
|                | PS             | François Hollande     | 26 313  | 23,4 %     | 48 860  | 46,2 %     |  |  |
|                | MoDem          | François Bayrou       | 10 375  | 9,23 %     |         |            |  |  |
|                | FG             | Jean-Luc Mélenchon    | 9 951   | 8,85 %     |         |            |  |  |
|                | DLF            | Nicolas Dupont-Aignan | 2 299   | 2,04 %     |         |            |  |  |
|                | EELV           | Éva Joly              | 1 794   | 1,6 %      |         |            |  |  |
|                | NPA            | Philippe Poutou       | 1 688   | 1,5 %      |         |            |  |  |
|                | LO             | Nathalie Arthaud      | 789     | 0,7 %      |         |            |  |  |
|                | S&P            | Jacques Cheminade     | 344     | 0,31 %     |         |            |  |  |
|                |                |                       |         |            |         |            |  |  |
|                |                |                       | Nombre  | % inscrits | Nombre  | % inscrits |  |  |
| Inscrits       | Inscrits       | Inscrits              | 140 133 |            | 140 113 |            |  |  |
| Abstentions    | Abstentions    | Abstentions           | 25 604  | 18,27 %    | 25 824  | 18,43 %    |  |  |
| Votants        | Votants        | Votants               | 114 529 | 81,73 %    | 114 289 | 81,57 %    |  |  |
|                |                |                       |         |            |         |            |  |  |
|                |                |                       |         | % votants  |         | % votants  |  |  |
| Blancs ou nuls | Blancs ou nuls | Blancs ou nuls        | 2 075   | 1,81 %     | 8 531   | 7,46 %     |  |  |
| Exprimés       | Exprimés       | Exprimés              | 112 454 | 98,19 %    | 105 758 | 98,19 %    |  |  |

### 2007
Au premier tour de l'élection présidentielle de 2007, Sarkozy réussit à capter une partie des voix de Le Pen et arrive largement en tête. Royal est la première femme qualifiée pour le second tour d'une élection présidentielle. Elle est battue avec une avance de 6 points.
Dans la Meuse, Nicolas Sarkozy arrive en tête du premier tour avec 29,98 % des exprimés, suivi de Ségolène Royal (21,13 %), François Bayrou (17,56 %), Jean-Marie Le Pen (16,32 %) et Olivier Besancenot (5 %). Au second tour, les électeurs ont voté à 56,93 % pour Nicolas Sarkozy contre 43,07 % pour Ségolène Royal avec un taux de participation de 84,52 % des inscrits.
|                | UMP            | Nicolas Sarkozy      | 35 543  | 29,98 %    | 64 701  | 56,93 %    |  |  |
|                | PS             | Ségolène Royal       | 25 053  | 21,13 %    | 48 951  | 43,07 %    |  |  |
|                | UDF            | François Bayrou      | 20 823  | 17,56 %    |         |            |  |  |
|                | FN             | Jean-Marie Le Pen    | 19 349  | 16,32 %    |         |            |  |  |
|                | LCR            | Olivier Besancenot   | 5 928   | 5 %        |         |            |  |  |
|                | MPF            | Philippe de Villiers | 3 019   | 2,55 %     |         |            |  |  |
|                | LO             | Arlette Laguiller    | 2 079   | 1,75 %     |         |            |  |  |
|                | Les Verts      | Dominique Voynet     | 1 795   | 1,51 %     |         |            |  |  |
|                | CPNT           | Frédéric Nihous      | 1 681   | 1,42 %     |         |            |  |  |
|                | SE             | José Bové            | 1 501   | 1,27 %     |         |            |  |  |
|                | GPA            | Marie-George Buffet  | 1 402   | 1,18 %     |         |            |  |  |
|                | CNRSP          | Gérard Schivardi     | 391     | 0,33 %     |         |            |  |  |
|                |                |                      |         |            |         |            |  |  |
|                |                |                      | Nombre  | % inscrits | Nombre  | % inscrits |  |  |
| Inscrits       | Inscrits       | Inscrits             | 141 267 |            | 141 227 |            |  |  |
| Abstentions    | Abstentions    | Abstentions          | 20 957  | 14,84 %    | 21 858  | 15,48 %    |  |  |
| Votants        | Votants        | Votants              | 120 310 | 85,16 %    | 119 369 | 84,52 %    |  |  |
|                |                |                      |         |            |         |            |  |  |
|                |                |                      |         | % votants  |         | % votants  |  |  |
| Blancs ou nuls | Blancs ou nuls | Blancs ou nuls       | 1 746   | 1,45 %     | 5 717   | 4,79 %     |  |  |
| Exprimés       | Exprimés       | Exprimés             | 118 564 | 98,55 %    | 113 652 | 95,21 %    |  |  |

### 2002
Après cinq années de cohabitation, un duel est attendu entre Chirac et le Premier ministre Jospin lors de l'élection présidentielle de 2002, mais, à la surprise générale, ce dernier est devancé par Le Pen au premier tour. Au second tour, Chirac bénéficie du ralliement de la gauche et reçoit un score sans précédent. Il s'agit de la première élection pour un mandat de cinq ans et non plus sept.
Dans la Meuse, Jean-Marie  Le Pen arrive en tête du premier tour avec 20,35 % des exprimés, suivi de Jacques  Chirac (19,69 %), Lionel  Jospin (14,27 %), François Bayrou (7,27 %) et Arlette Laguiller (6,6 %). Au second tour, les électeurs ont voté à 78,22 % pour Jacques  Chirac contre 21,78 % pour Jean-Marie  Le Pen avec un taux de participation de 80,45 % des inscrits.
|                | FN             | Jean-Marie Le Pen       | 19 945  | 20,35 %    | 22 809  | 21,78 %    |  |  |
|                | RPR            | Jacques Chirac          | 19 303  | 19,69 %    | 81 905  | 78,22 %    |  |  |
|                | PS             | Lionel Jospin           | 13 991  | 14,27 %    |         |            |  |  |
|                | UDF            | François Bayrou         | 7 126   | 7,27 %     |         |            |  |  |
|                | LO             | Arlette Laguiller       | 6 475   | 6,6 %      |         |            |  |  |
|                | Les Verts      | Noël Mamère             | 4 458   | 4,55 %     |         |            |  |  |
|                | LCR            | Olivier Besancenot      | 4 441   | 4,53 %     |         |            |  |  |
|                | CPNT           | Jean Saint-Josse        | 4 427   | 4,52 %     |         |            |  |  |
|                | MC             | Jean-Pierre Chevènement | 4 376   | 4,46 %     |         |            |  |  |
|                | DL             | Alain Madelin           | 3 479   | 3,55 %     |         |            |  |  |
|                | MNR            | Bruno Mégret            | 2 764   | 2,82 %     |         |            |  |  |
|                | PC             | Robert Hue              | 2 254   | 2,3 %      |         |            |  |  |
|                | Cap21          | Corinne Lepage          | 1 865   | 1,9 %      |         |            |  |  |
|                | PRG            | Christiane Taubira      | 1 509   | 1,54 %     |         |            |  |  |
|                | FRS            | Christine Boutin        | 1 129   | 1,15 %     |         |            |  |  |
|                | PT             | Daniel Gluckstein       | 490     | 0,5 %      |         |            |  |  |
|                |                |                         |         |            |         |            |  |  |
|                |                |                         | Nombre  | % inscrits | Nombre  | % inscrits |  |  |
| Inscrits       | Inscrits       | Inscrits                | 138 982 |            | 138 897 |            |  |  |
| Abstentions    | Abstentions    | Abstentions             | 37 220  | 26,78 %    | 27 154  | 19,55 %    |  |  |
| Votants        | Votants        | Votants                 | 101 762 | 73,22 %    | 111 743 | 80,45 %    |  |  |
|                |                |                         |         |            |         |            |  |  |
|                |                |                         |         | % votants  |         | % votants  |  |  |
| Blancs ou nuls | Blancs ou nuls | Blancs ou nuls          | 3 730   | 3,67 %     | 7 029   | 6,29 %     |  |  |
| Exprimés       | Exprimés       | Exprimés                | 98 032  | 96,33 %    | 104 714 | 93,71 %    |  |  |

### 1995
Après une nouvelle cohabitation et alors que la droite est particulièrement divisée entre Chirac et le Premier ministre Balladur, Jospin réussit à arriver en tête au premier tour de l'élection présidentielle de 1995, malgré la très lourde défaite de la gauche aux législatives de 1993. Au second tour, il est battu par Chirac.
Dans la Meuse, Édouard Balladur arrive en tête du premier tour avec 21,33 % des exprimés, suivi de Lionel Jospin (21,25 %), Jean-Marie Le Pen (19,76 %), Jacques Chirac (17,38 %) et Robert Hue (5,96 %). Au second tour, les électeurs ont voté à 52,29 % pour Jacques Chirac contre 47,71 % pour Lionel Jospin avec un taux de participation de 81,51 % des inscrits.
|                | RPR            | Édouard Balladur     | 23 467  | 21,33 %    |         |            |  |  |
|                | PS             | Lionel Jospin        | 23 388  | 21,25 %    | 51 178  | 47,71 %    |  |  |
|                | FN             | Jean-Marie Le Pen    | 21 741  | 19,76 %    |         |            |  |  |
|                | RPR            | Jacques Chirac       | 19 121  | 17,38 %    | 56 099  | 52,29 %    |  |  |
|                | PC             | Robert Hue           | 6 558   | 5,96 %     |         |            |  |  |
|                | LO             | Arlette Laguiller    | 5 853   | 5,32 %     |         |            |  |  |
|                | MPF            | Philippe de Villiers | 5 572   | 5,06 %     |         |            |  |  |
|                | Les Verts      | Dominique Voynet     | 3 988   | 3,62 %     |         |            |  |  |
|                | S&P            | Jacques Cheminade    | 351     | 0,32 %     |         |            |  |  |
|                |                |                      |         |            |         |            |  |  |
|                |                |                      | Nombre  | % inscrits | Nombre  | % inscrits |  |  |
| Inscrits       | Inscrits       | Inscrits             | 140 834 |            | 140 745 |            |  |  |
| Abstentions    | Abstentions    | Abstentions          | 27 577  | 19,58 %    | 26 028  | 18,49 %    |  |  |
| Votants        | Votants        | Votants              | 113 257 | 80,42 %    | 114 717 | 81,51 %    |  |  |
|                |                |                      |         |            |         |            |  |  |
|                |                |                      |         | % votants  |         | % votants  |  |  |
| Blancs ou nuls | Blancs ou nuls | Blancs ou nuls       | 3 218   | 2,84 %     | 7 440   | 6,49 %     |  |  |
| Exprimés       | Exprimés       | Exprimés             | 110 039 | 97,16 %    | 107 277 | 93,51 %    |  |  |

### 1988
Après deux ans de cohabitation, Mitterrand affronte le Premier ministre Chirac lors de l'élection présidentielle de 1988. Le Pen obtient au premier tour un score jusque-là sans précédent pour un parti d'extrême droite. Au second tour, Mitterrand est facilement réélu.
Dans la Meuse, François Mitterrand arrive en tête du premier tour avec 35,13 % des exprimés, suivi de Raymond Barre (18,42 %), Jacques Chirac (18,06 %), Jean-Marie Le Pen (15 %) et André Lajoinie (4,54 %). Au second tour, les électeurs ont voté à 53,72 % pour François Mitterrand contre 46,28 % pour Jacques Chirac avec un taux de participation de 86,14 % des inscrits.
|                | PS                    | François Mitterrand | 40 108  | 35,13 %    | 62 443  | 53,72 %    |  |  |
|                | SE                    | Raymond Barre       | 21 029  | 18,42 %    |         |            |  |  |
|                | RPR                   | Jacques Chirac      | 20 617  | 18,06 %    | 53 791  | 46,28 %    |  |  |
|                | FN                    | Jean-Marie Le Pen   | 17 130  | 15 %       |         |            |  |  |
|                | PC                    | André Lajoinie      | 5 181   | 4,54 %     |         |            |  |  |
|                | Les Verts             | Antoine Waechter    | 5 111   | 4,48 %     |         |            |  |  |
|                | LO                    | Arlette Laguiller   | 2 975   | 2,61 %     |         |            |  |  |
|                | Communiste rénovateur | Pierre Juquin       | 1 540   | 1,35 %     |         |            |  |  |
|                | MPT                   | Pierre Boussel      | 475     | 0,42 %     |         |            |  |  |
|                |                       |                     |         |            |         |            |  |  |
|                |                       |                     | Nombre  | % inscrits | Nombre  | % inscrits |  |  |
| Inscrits       | Inscrits              | Inscrits            | 140 246 |            | 140 223 |            |  |  |
| Abstentions    | Abstentions           | Abstentions         | 23 396  | 16,68 %    | 19 428  | 13,86 %    |  |  |
| Votants        | Votants               | Votants             | 116 850 | 83,32 %    | 120 795 | 86,14 %    |  |  |
|                |                       |                     |         |            |         |            |  |  |
|                |                       |                     |         | % votants  |         | % votants  |  |  |
| Blancs ou nuls | Blancs ou nuls        | Blancs ou nuls      | 2 684   | 2,3 %      | 4 561   | 3,78 %     |  |  |
| Exprimés       | Exprimés              | Exprimés            | 114 166 | 97,7 %     | 116 234 | 96,22 %    |  |  |

### 1981
Lors de l'élection présidentielle de 1981, Giscard d'Estaing arrive en tête au premier tour et affronte, comme la fois précédente, Mitterrand. Pour la première fois, un président sortant est battu : Mitterrand devient le premier président de gauche de la Ve République.
Dans la Meuse, Valéry Giscard d'Estaing arrive en tête du premier tour avec 33,11 % des exprimés, suivi de François Mitterrand (27,08 %), Jacques Chirac (15,73 %), Georges Marchais (12,19 %) et Brice Lalonde (3,54 %). Au second tour, les électeurs ont voté à 54,1 % pour Valéry Giscard d'Estaing contre 48,83 % pour François Mitterrand avec un taux de participation de 88,16 % des inscrits.
|                | UDF            | Valéry Giscard d'Estaing | 37 539  | 33,11 %    | 61 159  | 51,17 %    |  |  |
|                | PS             | François Mitterrand      | 30 700  | 27,08 %    | 58 361  | 48,83 %    |  |  |
|                | RPR            | Jacques Chirac           | 17 838  | 15,73 %    |         |            |  |  |
|                | PC             | Georges Marchais         | 13 825  | 12,19 %    |         |            |  |  |
|                | MEP            | Brice Lalonde            | 4 008   | 3,54 %     |         |            |  |  |
|                | LO             | Arlette Laguiller        | 3 147   | 2,78 %     |         |            |  |  |
|                | Divers droite  | Michel Debré             | 2 018   | 1,78 %     |         |            |  |  |
|                | MRG            | Michel Crépeau           | 1 672   | 1,47 %     |         |            |  |  |
|                | Divers droite  | Marie-France Garaud      | 1 541   | 1,36 %     |         |            |  |  |
|                | PSU            | Huguette Bouchardeau     | 1 088   | 0,96 %     |         |            |  |  |
|                |                |                          |         |            |         |            |  |  |
|                |                |                          | Nombre  | % inscrits | Nombre  | % inscrits |  |  |
| Inscrits       | Inscrits       | Inscrits                 | 139 031 |            | 138 918 |            |  |  |
| Abstentions    | Abstentions    | Abstentions              | 23 581  | 16,96 %    | 16 442  | 11,84 %    |  |  |
| Votants        | Votants        | Votants                  | 115 450 | 83,04 %    | 122 476 | 88,16 %    |  |  |
|                |                |                          |         |            |         |            |  |  |
|                |                |                          |         | % votants  |         | % votants  |  |  |
| Blancs ou nuls | Blancs ou nuls | Blancs ou nuls           | 2 074   | 1,8 %      | 2 956   | 2,41 %     |  |  |
| Exprimés       | Exprimés       | Exprimés                 | 113 376 | 98,2 %     | 119 520 | 97,59 %    |  |  |

### 1974
L'élection présidentielle de 1974 est une élection anticipée à la suite de la mort de Pompidou. Mitterrand, candidat unique de la gauche, est largement en tête au premier tour devant Giscard d'Estaing, qui distance lui-même Chaban-Delmas. Au terme d'une campagne animée, marquée par un débat télévisé tendu, Giscard d'Estaing l'emporte avec une très courte avance.
Dans la Meuse, François Mitterrand arrive en tête du premier tour avec 41,78 % des exprimés, suivi de Valéry Giscard d'Estaing (37,55 %), Jacques Chaban-Delmas (11,66 %), Jean Royer (3,41 %) et Arlette Laguiller (2,41 %). Au second tour, les électeurs ont voté à 54,1 % pour Valéry Giscard d'Estaing contre 45,9 % pour François Mitterrand avec un taux de participation de 88,2 % des inscrits.
|                | PS             | François Mitterrand      | 43 762  | 41,78 %    | 49 461  | 45,9 %     |  |  |
|                | RI             | Valéry Giscard d'Estaing | 39 324  | 37,55 %    | 58 301  | 54,1 %     |  |  |
|                | UDR            | Jacques Chaban-Delmas    | 12 214  | 11,66 %    |         |            |  |  |
|                | SE             | Jean Royer               | 3 570   | 3,41 %     |         |            |  |  |
|                | LO             | Arlette Laguiller        | 2 521   | 2,41 %     |         |            |  |  |
|                | SE, écologiste | René Dumont              | 1 089   | 1,04 %     |         |            |  |  |
|                | MDSF           | Émile Muller             | 725     | 0,69 %     |         |            |  |  |
|                | FN             | Jean-Marie Le Pen        | 690     | 0,66 %     |         |            |  |  |
|                | FCR            | Alain Krivine            | 440     | 0,42 %     |         |            |  |  |
|                | NAR            | Bertrand Renouvin        | 202     | 0,19 %     |         |            |  |  |
|                | MFE            | Jean-Claude Sebag        | 139     | 0,13 %     |         |            |  |  |
|                |                |                          |         |            |         |            |  |  |
|                |                |                          | Nombre  | % inscrits | Nombre  | % inscrits |  |  |
| Inscrits       | Inscrits       | Inscrits                 | 123 646 |            | 123 673 |            |  |  |
| Abstentions    | Abstentions    | Abstentions              | 17 784  | 14,38 %    | 14 590  | 11,8 %     |  |  |
| Votants        | Votants        | Votants                  | 105 862 | 85,62 %    | 109 083 | 88,2 %     |  |  |
|                |                |                          |         |            |         |            |  |  |
|                |                |                          |         | % votants  |         | % votants  |  |  |
| Blancs ou nuls | Blancs ou nuls | Blancs ou nuls           | 1 129   | 1,07 %     | 1 321   | 1,21 %     |  |  |
| Exprimés       | Exprimés       | Exprimés                 | 104 733 | 98,93 %    | 107 762 | 98,79 %    |  |  |

### 1969
L'élection présidentielle de 1969 est une élection anticipée à la suite de la démission de De Gaulle. La gauche se lance désunie dans la course et, bien que Duclos (PCF) manque de le devancer, c'est le président par intérim Poher qui accède au second tour face à l'ex-Premier ministre Pompidou. Alors que Duclos refuse d'appeler à voter au second tour pour « bonnet blanc ou blanc bonnet », Pompidou est finalement largement élu.
Dans la Meuse, Georges Pompidou arrive en tête du premier tour avec 49,68 % des exprimés, suivi de Alain Poher (26,33 %), Jacques Duclos (14,35 %), Gaston Defferre (3,25 %) et Michel Rocard (3,07 %). Au second tour, les électeurs ont voté à 59,53 % pour Georges Pompidou contre 40,47 % pour Alain Poher avec un taux de participation de 73,11 % des inscrits.
|                | UDR            | Georges Pompidou | 46 643  | 49,68 %    | 49 877  | 59,53 %    |  |  |
|                | CD             | Alain Poher      | 24 720  | 26,33 %    | 33 910  | 40,47 %    |  |  |
|                | PC             | Jacques Duclos   | 13 470  | 14,35 %    |         |            |  |  |
|                | SFIO           | Gaston Defferre  | 3 052   | 3,25 %     |         |            |  |  |
|                | PSU            | Michel Rocard    | 2 881   | 3,07 %     |         |            |  |  |
|                | LC             | Alain Krivine    | 1 685   | 1,79 %     |         |            |  |  |
|                | SE             | Louis Ducatel    | 1 434   | 1,53 %     |         |            |  |  |
|                |                |                  |         |            |         |            |  |  |
|                |                |                  | Nombre  | % inscrits | Nombre  | % inscrits |  |  |
| Inscrits       | Inscrits       | Inscrits         | 121 014 |            | 120 954 |            |  |  |
| Abstentions    | Abstentions    | Abstentions      | 25 604  | 21,16 %    | 32 522  | 26,89 %    |  |  |
| Votants        | Votants        | Votants          | 95 410  | 78,84 %    | 88 432  | 73,11 %    |  |  |
|                |                |                  |         |            |         |            |  |  |
|                |                |                  |         | % votants  |         | % votants  |  |  |
| Blancs ou nuls | Blancs ou nuls | Blancs ou nuls   | 1 525   | 1,6 %      | 4 645   | 5,25 %     |  |  |
| Exprimés       | Exprimés       | Exprimés         | 93 885  | 98,4 %     | 83 787  | 94,75 %    |  |  |

### 1965
L'élection présidentielle de 1965 est la première élection au suffrage universel direct à la suite du référendum d'octobre 1962. De Gaulle est mis en ballottage, à la surprise générale, par Mitterrand, candidat unique de la gauche. La campagne du second tour est axée sur l'Europe et les relations internationales ainsi que sur l'armement nucléaire. De Gaulle est finalement réélu avec une large avance.
Dans la Meuse, Charles de Gaulle arrive en tête du premier tour avec 55,49 % des exprimés, suivi de François Mitterrand (21,21 %), Jean Lecanuet (17,69 %), Jean-Louis Tixier-Vignancour (3,43 %) et Marcel Barbu (1,14 %). Au second tour, les électeurs ont voté à 66,7 % pour Charles de Gaulle contre 33,3 % pour François Mitterrand avec un taux de participation de 86,06 % des inscrits.
|                | UNR            | Charles de Gaulle            | 57 477  | 55,49 %    | 67 368  | 66,7 %     |  |  |
|                | CIR            | François Mitterrand          | 21 968  | 21,21 %    | 33 636  | 33,3 %     |  |  |
|                | MRP            | Jean Lecanuet                | 18 325  | 17,69 %    |         |            |  |  |
|                | SE             | Jean-Louis Tixier-Vignancour | 3 553   | 3,43 %     |         |            |  |  |
|                | SE             | Marcel Barbu                 | 1 186   | 1,14 %     |         |            |  |  |
|                | PLE            | Pierre Marcilhacy            | 1 077   | 1,04 %     |         |            |  |  |
|                |                |                              |         |            |         |            |  |  |
|                |                |                              | Nombre  | % inscrits | Nombre  | % inscrits |  |  |
| Inscrits       | Inscrits       | Inscrits                     | 120 871 |            | 120 841 |            |  |  |
| Abstentions    | Abstentions    | Abstentions                  | 16 127  | 13,34 %    | 16 845  | 13,94 %    |  |  |
| Votants        | Votants        | Votants                      | 104 744 | 86,66 %    | 103 996 | 86,06 %    |  |  |
|                |                |                              |         |            |         |            |  |  |
|                |                |                              |         | % votants  |         | % votants  |  |  |
| Blancs ou nuls | Blancs ou nuls | Blancs ou nuls               | 1 158   | 1,11 %     | 2 992   | 2,88 %     |  |  |
| Exprimés       | Exprimés       | Exprimés                     | 103 586 | 98,89 %    | 101 004 | 97,12 %    |  |  |